# Kłamca (komedia Pierre’a Corneille’a)
Kłamca (fr. Le Menteur) – komedia Pierre’a Corneille’a wystawiona w sezonie 1643/1644, oparta na hiszpańskiej komedii Juana Ruiza de Alarcón Podejrzana prawda.

## Data powstania utworu
Kłamcę Corneille napisał z myślą o znakomitym aktorze komediowym Teatru Marais Jodelecie. Za pierwowzór posłużyła mu komedia hiszpańska Juana de Alarcón Podejrzana prawda (1618-1621). Komedia została wystawiona na scenie teatru Marais w 1644 roku i cieszyła się dużym powodzeniem u publiczności.

## Osoby
| Osoba    | Jej rola w dramacie                   |
| -------- | ------------------------------------- |
| Geront   | ojciec Doranta                        |
| Dorant   | syn Geronta                           |
| Alcyp    | przyjaciel Doranta i kochanek Klarysy |
| Filist   | przyjaciel Doranta i Alcypa           |
| Klarysa  | kochanka Alcypa                       |
| Lukrecja | przyjaciółka Klarysy                  |
| Izabela  | służąca Klarysy                       |
| Sabina   | pokojówka Lukrecji                    |
| Kliton   | sługa Doranta                         |
| Likas    | sługa Alcypa                          |

## Treść
Akcja dzieje się w Paryżu.

### Akt I
Dorant, przybyły poprzedniego dnia z Poitiers, gdzie studiował prawo, wypytuje swego nowego sługę, Klitona, na temat paryskich kobiet i zalotów. Kiedy przechodząca obok Klarysa potyka się, podtrzymuje ją i zaraz wyznaje jej swą miłość. Dziewczyna wątpi o tak nagłym uczuciu. Dorant wyjaśnia jej, ku zdumieniu swego sługi, że od czterech lat służy w wojsku i walczy w Niemczech. Jednak rok temu ujrzał ją w Paryżu, będąc na przepustce i odtąd jest w niej zakochany. Klarysa odchodzi widząc zbliżającego się swego kochanka, Alcypa. Kliton zna tylko imię jej towarzyszki, Lukrecji. Alcyp z Filistem nadchodzą, dyskutując o przyjęciu na wodzie wydanym ostatniej nocy. Dorant wita dawno nie widzianych przyjaciół i z miejsca przyznaje, że to on wydał to przyjęcie na cześć kochanki, której tożsamości nie chce zdradzać. Alcyp zazdrości mu gestu, Filist ma natomiast wątpliwości, niektóre szczegóły Dorantowej opowieści nie zgadzają się z rzeczywistością. Kliton jest zdruzgotany inwencją swego nowego pana. Ten wszakże uważa, że nie mógł zaimponować nieznajomej opowieścią o studiowaniu francuskich kodeksów w Poitiers. Przyznaje również, że gdy ktoś opowiada przy nim o czymś dziwnym i nieznanym, rodzi się w nim chęć przebicia jego opowieści historią jeszcze bardziej niezwykłą.

### Akt II

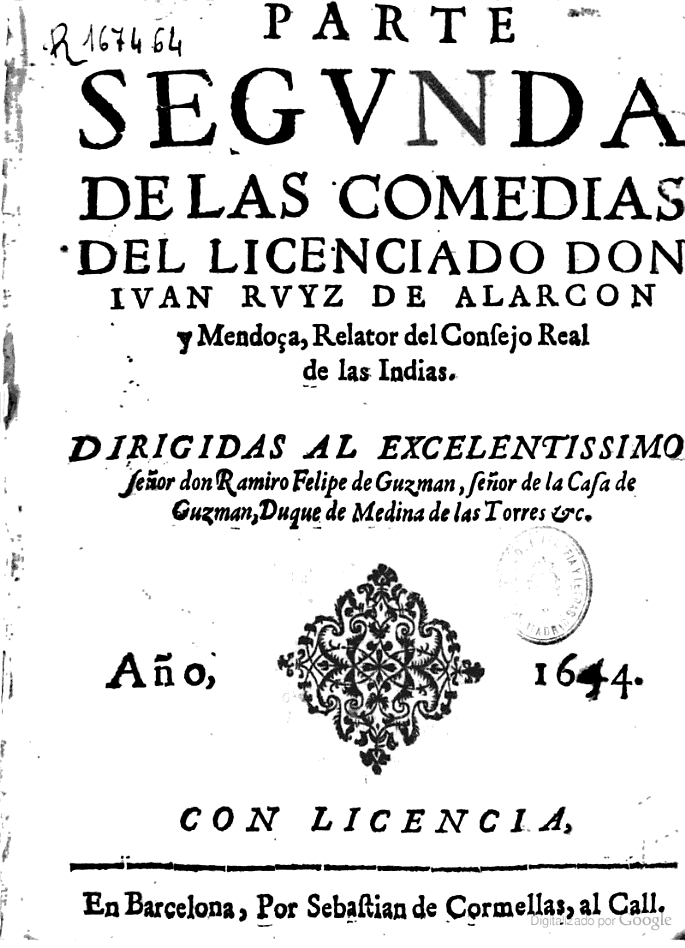
Druga część Komedii Alarcóna

Geront chce przedstawić Klarysie swego syna, który właśnie powrócił ze studiów w Poitiers, jako kandydata na jej męża. Dziewczyna pragnie mu się najpierw przyjrzeć, prosi więc Geronta, by przespacerował się z Dorantem pod jej balkonem. Jest jednak niespokojna czy wygląd młodzieńca jej nie zwiedzie. Nie chce się z nim jednak otwarcie spotykać, by nie wzbudzić zazdrości w Alcypie. Jej służąca, Izabela, radzi jej, by namówiła swą przyjaciółkę, Lukrecję do napisania liściku do Doranta, zapraszającego go na wieczorną schadzkę. Będzie mogła wtedy nierozpoznana i poza podejrzeniami porozmawiać z Dorantem i wyrobić sobie o nim sąd. Alcyp oskarża niczego nie rozumiejącą Klarysę o spędzenie poprzedniej nocy na przyjęciu wydanym na jej cześć przez Doranta. Geront zmierzając w stronę domu Klarysy, powiadamia syna, że chce go wydać za córkę swego przyjaciela. Dorant zakochany w pannie, którą poznał rano, próbuje się wymówić. Gdy mu się to nie udaje opowiada ojcu, że poznał w Poitiers piękną Orfizę córkę Armedona. Przyłapany przez rodzinę na schadzce w jej pokoju, został zmuszony do poślubienia jej. Ojciec uznaje wybór syna i wybiera się do ojca Klarysy wycofać się ze swych zabiegów. Dorant otrzymuje od pokojówki Lukrecji, Sabiny, liścik zapraszający go na schadzkę, a w chwilę później wyzwanie na pojedynek od Alcypa.

### Akt III
Alcyp chce się bić z Dorantem o Klarysę, ten jednak uspokaja go, że w nocy na statku przyjmował mężatkę. Filist upewnia przyjaciela, że Dorant nie mógł wydawać w nocy żadnego przyjęcia, ponieważ spał w domu po przyjeździe z Poitiers. Alcyp postanawia przeprosić ukochaną za swój niemądry atak zazdrości. Izabela zapewnia Klarysę, że rozpoznała w synu Geronta, spacerującego pod jej balkonem, młodzieńca, który podawał się za żołnierza walczącego w Niemczech, podczas gdy w rzeczywistości był studentem w Poitiers. Od Alcypa Klarysa dowiedziała się, że Dorant oszukał go zmyśloną historią o przyjęciu na wodzie, a od ojca, że ożenił się w Poitiers. Postanawia spotkać się z nim z ciekawości. Dorantowi, który prosi ją, jako Lukrecję, o rękę, Klarysa rzuca w twarz wszystkie jego kłamstwa. Dorant tłumaczy, że swoje małżeństwo w Poitiers zmyślił z miłości dla niej, by uniknąć ślubu z Klarysą. Klarysa nie wierzy tak nagłemu uczuciu do nieznajomej. Dorant udowadnia, że zna ojca Lukrecji i ich sytuację majątkową. Klarysa nie chce jednak wierzyć kłamcy.

### Akt IV
Kliton napomyka Dorantowi, że na mieście mówi się o pojedynku Alcypa z kimś podobnym do niego. Dorant przyznaje, że dwukrotnie ciął Alcypa w pierś w pojedynku i zostawił go bez życia. Zjawia się Alcyp, który zmierza do Klarysy, by powiadomić ją, że jego ojciec wreszcie przybył i chce porozmawiać z jej ojcem o ich małżeństwie. Zdumionemu żwawością Alcypa, Dorant tłumaczy, że Alcyp musiał zażyć jakiejś cudownej mikstury. Zjawia się Geront, który domaga się przyjazdu synowej do Paryża. Dorant tłumaczy, że jego żona nie może przybyć, bo jest już w daleko posuniętej ciąży, przy okazji myli imię teścia i ratuje się kolejnym zmyśleniem. Dorant obdarowuje pokojówkę Lukrecji, Sabinę, by wstawiła się za nim u swej pani, prosi ją też o przekazanie listu. Kliton upewnia Sabinę, że jego pan kocha tylko Lukrecję. Sabina zapewnia Lukrecję, że Dorant zachowuje się jak zakochany, choć jest kłamcą. Lukrecja nakazuje jej, by poinformował go, że jej pani podarła jego list bez czytania, ale żeby uczyniła mu również nadzieję. Klarysie Lukrecja wyznaje, że stara się na razie uwierzyć w miłość Doranta, z czego przyjaciółka wnioskuje, że niedaleka stąd droga do zakochania się samej Lukrecji.

### Akt V
Geront wypytuje Filista, który studiował z jego synem w Poitiers, o Armedona względnie Pirandra i jego córkę Orfizę. Młodzieniec zapewnia go, że nikogo takiego nie znajdzie wśród mieszczan Poitiers, jednocześnie informuje Geronta o skłonności do konfabulacji, jaką odznacza się Dorant. Wzburzony Geront żąda wyjaśnień od syna. Kiedy Dorant wyjaśnia, że tylko w ten sposób mógł się mu przeciwstawić i uniknąć małżeństwa z Klarysą, podczas gdy kocha Lukrecję. Ojciec wybacza mu kłamstwo, upewniwszy się u Klitona, że to prawda. Postanawia natychmiast udać się do ojca Lukrecji i prosić go o rękę córki dla Doranta. Zapowiada jednocześnie, że jeśli syn po raz kolejny go oszukał, wypędzi go z domu i wydziedziczy. Gdy przed Dorantem stają Klarysa i Lukrecja, młodzieniec kieruje ku Klarysie płomienne wyznania miłosne, cały czas nazywając ją Lukrecją. Kiedy wreszcie zdaje sobie sprawę z pomyłki, widząc zbliżającego się ojca, uderza z hołdami do Lukrecji, zapewniając, że zawsze kochał tylko ją, Lukrecję. Zjawiają się Alcyp i Geront, obaj z wiadomościami o zgodzie ojców dziewcząt na ślub. Klarysa przyjmuje Alcypa, a Lukrecja godzi się na Doranta.

## Analiza
Sztuka została w części przetłumaczona, w części imitowana z hiszpańskiego. Autor adaptował ją do warunków francuskich. Jej akcja rozgrywa się w Paryżu. Główny bohater studiował w Poitiers, nie w Salamance i nie korzystał z opieki Wychowawcy, którego postać Corneille usunął z dramatu, podobnie jak postać ojca Lukrecji. Dorant nie podaje, że przybywa z Ameryki, ale że walczył w Niemczech. Dla zachowania trzech jedności autor umieszcza akcję w Paryżu, pierwszy akt w ogrodzie Tuilleries, pozostałe na Place Royale i zamyka ją w ramach 24 godzin. Ze względu na nocną scenę pod balkonem Lukrecji, akcja rozpoczyna się po południu pierwszego dnia i kończy się rankiem dnia następnego. Przystosowując utwór do gustów francuskiej publiczności Corneille czyni relacje między bohaterami bardziej dwornymi i łagodzi napięcia oryginału. Jego Dorant jest bardziej świadomy swojej namiętności kłamania i jednocześnie bardziej bezwolny, a mniej dobroduszny niż jego pierwowzór. Pozwala to jednak Corneille'owi inaczej rozwiązać finałowy konflikt komedii. W hiszpańskim oryginale Ojciec Lukrecji grozi głównemu bohaterowi, że go zabije, jeśli zostawi jego córkę na lodzie, a podobnie reaguje na matactwa syna jego ojciec. U Corneille’a Dorant, zrozumiawszy swą omyłkę czyni cnotę z konieczności i sam skłania się ku Lukrecji.